# 2020年國家聯盟外卡系列賽
2020年國家聯盟外卡晉級賽（2020 American League Wild Card Series），是由國家聯盟3個分區戰績前兩名的球隊與剩下戰績最好的兩支球隊，進行一個三戰兩勝制的外卡賽，勝者晉級分區系列賽。參賽的8支球隊是：
- (1)洛杉磯道奇（國聯西區冠軍，43勝17敗）對上(8)密爾瓦基釀酒人（外卡第二名，29勝31敗）
- (2)亞特蘭大勇士（國聯東區冠軍，35勝25敗）對上(7)辛辛那提紅人（外卡第一名，31勝29敗）
- (3)芝加哥小熊（國聯中區冠軍，34勝26敗）對上(6)邁阿密馬林魚（國聯東區亞軍，31勝29敗）
- (4)聖地牙哥教士（國聯西區亞軍，37勝23敗）對上(5)聖路易紅雀（國聯中區亞軍，30勝28敗）

這是大聯盟首度在大聯盟擴張外卡賽事，而因應COVID-19疫情，分區賽的比賽場地皆在戰績較佳的球隊主場。

## 密爾瓦基釀酒人對洛杉磯道奇
| 場次 | 客隊           | 比分 | 主隊       | 日期    | 場地       | 備註  |
| ---- | -------------- | ---- | ---------- | ------- | ---------- | ----- |
| 1    | 密爾瓦基釀酒人 | 2：4 | 洛杉磯道奇 | 9月30日 | 道奇體育場 | [ 1 ] |
| 2    | 密爾瓦基釀酒人 | 0：3 | 洛杉磯道奇 | 10月1日 | 道奇體育場 | [ 2 ] |

### 9月30日 第一場
加利福尼亞州，洛杉磯，道奇體育場
| 密爾瓦基釀酒人 | 0 | 0 | 0 | 2 | 0 | 0 | 0 | 0 | 0 | 2 | 7 | 0 |
| 洛杉磯道奇 | 2 | 1 | 0 | 0 | 0 | 0 | 1 | 0 | X | 4 | 6 | 1 |
| 勝投： 胡立歐·烏瑞亞斯 (1–0) 敗投： Brent Suter (0–1) 救援成功： 肯利·簡森 (1) 全壘打： 釀酒人：Orlando Arcia（4上,2分） 道奇：柯瑞·席格 (7下,1分) |   |   |   |   |   |   |   |   |   |   |   |   |

Brent Suter在第一局就投出4次四壞球保送，道奇隊很快就取得2比0領先。2局上，克里斯·泰勒和穆奇·貝茲接連敲出長打追加一分。
4局上，Orlando Arcia敲出2分砲，讓比賽變成一分差。而道奇隊在7局下靠著柯瑞·席格的陽春砲添加保險分。終場以4比2擊敗釀酒人取得聽牌優勢。

### 10月1日 第二場
加利福尼亞州，洛杉磯，道奇體育場
| 密爾瓦基釀酒人                                                                       | 0 | 0 | 0 | 0 | 0 | 0 | 0 | 0 | 0 | 0 | 4 | 0 |
| 洛杉磯道奇                                                                           | 0 | 0 | 0 | 0 | 3 | 0 | 0 | 0 | X | 3 | 6 | 0 |
| 勝投： 克萊頓·克蕭(1–0) 敗投： Brandon Woodruff(0–1) 救援成功： Brusdar Graterol (1) |   |   |   |   |   |   |   |   |   |   |   |   |

釀酒人隊先發Brandon Woodruff在前四局只被敲出一支安打，不過到了5局下被道奇隊敲出4支安打失3分。而道奇隊的克萊頓·克蕭在這場比賽表現出色，先發8局送出13次三振，只被敲出3支安打無失分。
由於終結者肯利·簡森在前一場比賽出現失速問題，因此道奇換上Brusdar Graterol來結束比賽，而他也順利拿下救援成功。道奇成功挺進國聯分區賽。

## 聖路易紅雀對聖地牙哥教士
| 場次 | 客隊       | 比分  | 主隊         | 日期    | 場地         | 備註  |
| ---- | ---------- | ----- | ------------ | ------- | ------------ | ----- |
| 1    | 聖路易紅雀 | 7：4  | 聖地牙哥教士 | 9月30日 | 沛可公園球場 | [ 3 ] |
| 2    | 聖路易紅雀 | 9：11 | 聖地牙哥教士 | 10月1日 | 沛可公園球場 | [ 4 ] |
| 3    | 聖路易紅雀 | 0：4  | 聖地牙哥教士 | 10月2日 | 沛可公園球場 | [ 5 ] |

### 9月30日 第一場
加利福尼亞州，聖地牙哥，沛可公園球場
| 聖路易紅雀 | 4 | 0 | 2 | 0 | 0 | 0 | 0 | 0 | 1 | 7 | 13 | 1 |
| 聖地牙哥教士 | 1 | 1 | 1 | 0 | 0 | 1 | 0 | 0 | 0 | 4 | 8  | 0 |
| 勝投： Giovanny Gallegos (1–0) 敗投： Chris Paddack (0–1) 救援成功： Alexander Reyes（1） 全壘打： 紅雀：保羅·高施密特（1上,2分) 教士：無 |   |   |   |   |   |   |   |   |   |   |    |   |

Chris Paddack在第一局解決第一名打者後，便接連被敲出5支安打，紅雀也攻下了4分大局。
3局上，紅雀又連續敲出4支安打追加2分。教士隊雖然慢慢追分，不過最後以4比7輸給紅雀。

### 10月1日 第二場
加利福尼亞州，聖地牙哥，沛可公園球場
| 聖路易紅雀 | 1 | 3 | 0 | 0 | 0 | 2 | 0 | 2 | 1 | 9  | 10 | 1 |
| 聖地牙哥教士 | 0 | 0 | 0 | 2 | 0 | 4 | 3 | 2 | X | 11 | 15 | 2 |
| 勝投： Emilio Pagán(1–0) 敗投： Daniel Ponce de Leon(0–1) 救援成功： Trevor Rosenthal(1) 全壘打： 紅雀：寇頓·王（2上,2分）、保羅·高施密特（9上,1分） 教士：小費南多·塔提斯（6下,3分、7下,2分）、曼尼·馬查多（6下,1分）威爾·邁爾斯（7下,1分、8下2分） |   |   |   |   |   |   |   |   |   |    |    |   |

紅雀隊在前兩局就打得Zach Davies暈頭轉向，很快便取得4比0領先。而紅雀推出老將亞當·溫賴特先發，他在前三局順利壓制教士打線。
6局上，德克斯特·佛勒敲出安打，加上寇頓·王的滾地球，紅雀6比2領先。
不過教士隊在6局下展開反攻，小費南多·塔提斯和曼尼·馬查多演出背靠背全壘打，幫助教士隊追平比數。7局下，威爾·邁爾斯也敲出全壘打，讓教士隊首度在系列賽取得領先地位。
塔提斯和邁爾斯又在7、8兩局敲出單場第二轟，雖然紅雀在9局上追回1分，不過Trevor Rosenthal依舊順利拿下救援成功，教士也將戰局逼到第三戰。
小費南多·塔提斯和威爾·邁爾斯成為大聯盟第二對在季後賽同場比賽敲出雙響砲的隊友，前一組為洋基隊的貝比·魯斯和盧·賈里格，他們在1932年世界大賽第三場都敲出雙響砲。另外這場比賽也是紅雀捕手雅迪爾·莫里納生涯第100場季後賽出賽，而他也在9局上敲出季後賽生涯第100支安打。

### 10月2日 第三場
加利福尼亞州，聖地牙哥，沛可公園球場
| 聖路易紅雀                                                                                               | 0 | 0 | 0 | 0 | 0 | 0 | 0 | 0 | 0 | 0 | 4 | 2 |
| 聖地牙哥教士                                                                                             | 0 | 0 | 0 | 0 | 1 | 0 | 2 | 1 | X | 4 | 8 | 1 |
| 勝投： Austin Adams (1–0) 敗投： 傑克·弗萊赫提 (0–1) 全壘打： 紅雀：無 教士：Jake Cronenworth（8下,1分） |   |   |   |   |   |   |   |   |   |   |   |   |

好不容易把戰局逼近殊死戰，但是教士已經沒有先發投手可用了，被迫啟用投手車輪戰來迎戰傑克·弗萊赫提。
長中繼Craig Stammen打頭陣，他主投1.2局就下台一鞠躬，教士全場總共動用了9位投手，即使紅雀打線點燃火苗也很快就撲滅。
5下，小費南多·塔提斯先敲出二壘安打，之後艾瑞克·霍斯摩補上關鍵二壘安打，教士先馳得點。
教士7下再度發起進攻：Jake Cronenworth率先安打，此時Trent Grisham的滾地球造成寇頓·王傳球失誤；紅雀故意保送湊成滿壘，但曼尼·馬查多三壘滾地球又造成Tommy Edman傳本壘失誤，教士打回第2分；之後Eric Hosmer再選到保送擠回教士第3分。
8下，Jake Cronenworth補上陽春彈將比分擴大為4：0，9上教士終結者Trevor Rosenthal關門送出連3K，幫助教士逆轉的態勢闖進NLDS，也終於克服了季後賽的天敵紅雀。
美聯中區和國聯中區共7支季後賽球隊，在2020年外卡系列賽接連出師不利，隨著身為最後希望的紅雀被淘汰正式全軍覆沒。

## 邁阿密馬林魚對芝加哥小熊
| 場次 | 客隊         | 比分 | 主隊       | 日期    | 場地       | 備註  |
| ---- | ------------ | ---- | ---------- | ------- | ---------- | ----- |
| 1    | 邁阿密馬林魚 | 5：1 | 芝加哥小熊 | 9月30日 | 瑞格利球場 | [ 6 ] |
| 2    | 邁阿密馬林魚 | 2：0 | 芝加哥小熊 | 10月2日 | 瑞格利球場 | [ 7 ] |

### 9月30日 第一場
伊利諾州，芝加哥，瑞格利球場
| 邁阿密馬林魚 | 0 | 0 | 0 | 0 | 0 | 0 | 5 | 0 | 0 | 5 | 8 | 1 |
| 芝加哥小熊 | 0 | 0 | 0 | 0 | 1 | 0 | 0 | 0 | 0 | 1 | 4 | 1 |
| 勝投： Sandy Alcantara (1–0) 敗投： 凱爾·漢崔克斯 (0–1) 全壘打： 馬林魚：柯瑞·迪克森（7上,3分） 、Jesús Aguilar（7上,2分） 小熊：伊恩·哈普（5下,1分） |   |   |   |   |   |   |   |   |   |   |   |   |

兩隊在前6局攻勢都靜悄悄，只有小熊隊的伊恩·哈普在5局下敲出陽春砲得到分數。
7局上，馬林魚終於突破了小熊先發凱爾·漢崔克斯，柯瑞·迪克森敲出3分砲將漢崔克斯打退場，Jesús Aguilar又補上一支2分砲。最後馬林魚就以這兩支全壘打擊敗小熊拿下第一勝。

### 10月2日 第二場
伊利諾州，芝加哥，瑞格利球場
| 邁阿密馬林魚 | 0 | 0 | 0 | 0 | 0 | 0 | 2 | 0 | 0 | 2 | 5 | 0 |
| 芝加哥小熊 | 0 | 0 | 0 | 0 | 0 | 0 | 0 | 0 | 0 | 0 | 5 | 0 |
| 勝投： Brad Boxberger (1–0) 敗投： 達比修有(0–1) 救援成功： Brandon Kintzler(1) 全壘打： 馬林魚：Garrett Cooper(7上,1分) 小熊：無 |   |   |   |   |   |   |   |   |   |   |   |   |

雙方前五局都在對方投手的壓制下未能順利得分，馬林魚先發席克斯托·桑切斯(Sixto Sanchez)繳出5局6次三振無失分的精彩表現，小熊先發達比修有前6局也讓馬林魚無得分，但關鍵的第7局2人出局後，蓋瑞特·庫珀（Garrett Cooper）抓住一記滑球，直接把球扛出左外野大牆，馬林魚取得1比0領先，但之後馬特·喬伊斯敲出二壘安打，然後故意保送米格爾·羅哈斯(Miguel Rojas)，又被馬格努里斯·塞拉(Magneuris Sierra)敲出帶有打點的安打，馬林魚就靠著7局這2分，奠定勝基，加上5任投手完美封鎖，最終2比0勝出，系列賽淘汰小熊。

## 辛辛那提紅人對亞特蘭大勇士
| 場次 | 客隊         | 比分            | 主隊         | 日期    | 場地         | 備註  |
| ---- | ------------ | --------------- | ------------ | ------- | ------------ | ----- |
| 1    | 辛辛那提紅人 | 0：1 (延長13局) | 亞特蘭大勇士 | 9月30日 | 太陽信託公園 | [ 8 ] |
| 2    | 辛辛那提紅人 | 0：5            | 亞特蘭大勇士 | 10月1日 | 太陽信託公園 | [ 9 ] |

### 9月30日 第一場
喬治亞州，亞特蘭大，太陽信託公園
| 辛辛那提紅人                                          | 0 | 0 | 0 | 0 | 0 | 0 | 0 | 0 | 0 | 0 | 0 | 0 | 0 | 0 | 11 | 1 |
| 亞特蘭大勇士                                          | 0 | 0 | 0 | 0 | 0 | 0 | 0 | 0 | 0 | 0 | 0 | 0 | 1 | 1 | 6  | 0 |
| 勝投： A. J. Minter (1–0) 敗投： Archie Bradley (0–1) |   |   |   |   |   |   |   |   |   |   |   |   |   |   |    |   |

第一場比賽，雙方皆派出最強王牌應戰。勇士隊的麥克斯·弗里德主投7局送出5次三振，被敲出6支安打無失分。不過紅人隊的崔佛·鮑爾表現更誇張，7.2局投球送出12次三振，僅被敲出2支安打一樣無失分。
11局和13局上，紅人兩度攻佔滿壘，但是都無法得分。最後弗萊迪·弗里曼跳出來當英雄，他在13局下敲出再見安打結束比賽。雙方合計送出37次三振也寫下季後賽新紀錄。

### 10月1日 第二場
喬治亞州，亞特蘭大，太陽信託公園
| 辛辛那提紅人 | 0 | 0 | 0 | 0 | 0 | 0 | 0 | 0 | 0 | 0 | 2 | 1 |
| 亞特蘭大勇士 | 0 | 0 | 0 | 0 | 1 | 0 | 0 | 4 | X | 5 | 9 | 0 |
| 勝投： Ian Anderson (1–0) 敗投： Luis Castillo(0–1) 全壘打： 紅人：無 勇士：馬歇爾·歐祖納（8下,2分）、Adam Duvall（8下,2分） |   |   |   |   |   |   |   |   |   |   |   |   |

紅人先發Luis Castillo前4局也都能力保未失，但遲遲得不到隊友火力支援，勇士在5局下靠著小羅納德·阿庫尼亞二壘安打先馳得點，8局下靠著馬歇爾·歐祖納及Adam Duvall的2支2分砲再為球隊灌進4分，終場勇士就以5：0晉級國聯分區系列賽。